# Бег на 100 метров с барьерами

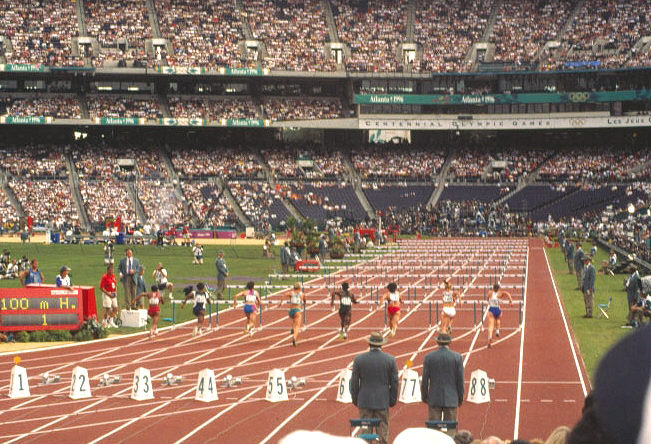
Забег на 100 метров с барьерами на Олимпиаде в Атланте. 1996 год

Бег на 100 метров с барьерами — дисциплина, относящаяся к женским спринтерским дистанциям беговой легкоатлетической программы. Требует от спортсменов спринтерских качеств, специальной скоростной выносливости и владения техникой преодоления барьеров. Проводится только в летнем сезоне на дорожке 400 метров. Является олимпийской дисциплиной лёгкой атлетики для женщин с 1932 года.

## Правила и техника
Спортсменки в беге на 100 метров с барьерами принимают старт с низкой позиции из стартовых колодок. Высота барьера для женщин составляет 840 мм. На дистанции расставлено 10 барьеров, расстояние между которыми — 8.50 м.
Для достижения высоких результатов важны и чисто спринтерские данные. Как правило, расстояние между барьерами спортсмены высокого класса преодолевают за три шага. Оптимальным считается прохождение барьеров так, чтобы не задевать их и при этом не снижать скорости. Для женщин высота барьеров и расстояние между ними существенно меньше, чем у мужчин, поэтому техника примерно соответствует технике при преодолении дистанции 110 метров.

## История
Первый официальный забег на 100 метров с барьерами был проведён в 1922 году. В программу Олимпийских игр короткий барьерный спринт у женщин был включен в 1932 году. В историю барьерного спринта вошло выступление голландской бегуньи Франсины Бланкерс Кун, которая на Олимпиаде 1948 года выиграла 4 золотых медали и, в их числе, забег на 80 метров с барьерами.
В настоящее время сильнейшие атлеты в этой дисциплине это спортсменки Австралии, США, Германии, Швеции, Канады, Ямайки.

## Действующие рекорды
| Рекорд      | Время   | Спортсменка          | Страна      | Дата            | Место                  |
| ----------- | ------- | -------------------- | ----------- | --------------- | ---------------------- |
| Мировой     | 12,12 с | Тоби Эмьюзан         | Нигерия     | 24 июля 2022    | Юджин, США             |
| Олимпийский | 12,26 с | Джасмин Камачо-Квинн | Пуэрто-Рико | 5 августа 2021  | Токио, Япония          |
| Европейский | 12,21 с | Йорданка Донкова     | Болгария    | 20 августа 1988 | Стара-Загора, Болгария |

## Известные спортсменки на этой дистанции
- Людмила Энквист-Нарожиленко (СССР, Швеция)
- Гейл Диверс (США)
- Иорданка Донкова (Болгария)
- Сюзанна Каллур (Швеция)
- Мишель Перри (США)
- Салли Пирсон (Австралия)